# جيسون روباردس
جيسون روباردس (26 يوليو 1922 - 26 ديسمبر 2000) (بالإنجليزية: Jason Robards)‏ كان ممثل أمريكي، حصل على جائزة الأوسكار مرتين كأفضل ممثل في دور مساند عام 1976 عن فيلم كل رجال الرئيس وعام 1977 عن دوره في فيلم جوليا.

## مواقع خارجية
- جيسون روباردس على موقع IMDb (الإنجليزية)
- جيسون روباردس على موقع الموسوعة البريطانية (الإنجليزية)
- جيسون روباردس على موقع روتن توميتوز (الإنجليزية)
- جيسون روباردس على موقع ألو سيني (الفرنسية)
- جيسون روباردس على موقع ميوزك برينز (الإنجليزية)
- جيسون روباردس على موقع تيرنر كلاسيك موفيز (الإنجليزية)
- جيسون روباردس على موقع أول موفي (الإنجليزية)
- جيسون روباردس على موقع قاعدة بيانات برودواي على الإنترنت (الإنجليزية)
- جيسون روباردس على موقع قاعدة بيانات برودواي على الإنترنت (الإنجليزية)
- جيسون روباردس على موقع قاعدة بيانات الأفلام السويدية (السويدية)